# (2439) Ulugbek
(2439) Ulugbek – planetoida z pasa głównego asteroid okrążająca Słońce w ciągu 5 lat i 195 dni w średniej odległości 3,13 au. Została odkryta 21 sierpnia 1977 roku w Krymskim Obserwatorium Astrofizycznym w Naucznym na Półwyspie Krymskim przez Nikołaja Czernycha. Nazwa planetoidy pochodzi od Uługa Bega sułtana-astronoma z Samarkandy. Przed nadaniem nazwy planetoida nosiła oznaczenie tymczasowe (2439) 1977 QX2.